# Одеський кабельний завод
Одеський кабельний завод — промислове підприємство в місті Одеса, що спеціалізується на виробництві кабельно-провідникової продукції.

## Історія
У 1949 року згідно з постановою Ради Міністрів СРСР були створені Державні союзні кабельні майстерні з виробництва шнурів і проводів. 9 квітня 1949 року вони випустили перші метри освітлювального кабелю ПРД-2×1,5.
З травня 1953 року запущено виробництво кабельних виробів із полівінілхлоридною ізоляцією. І першою продукцією заводу в цьому напрямку стали проводи для промислових вибухових робіт. Пізніше був налагоджений випуск телефонних проводів та міських кабелів ємністю від 10 до 600 пар. А в 1956 році завод розширив свої можливості — введено в експлуатацію цех, який дозволив збільшити асортимент кабельних виробів.
У 60-х роках XX століття в житті компанії розпочалося бурхливе зростання технічного переоснащення: зводилися нові виробничі корпуси, впроваджувалося інноваційне обладнання, змінювалися стандарти. Остаточно сформувався і статус самого заводу — це були вже не прості «кабельні майстерні», а великий виробник кабелів та проводів для електронної промисловості, радіотехніки і зв'язку. Змонтовано ділянку автоматичних ліній з виробництва телефонних жил фірми Nokia (Фінляндія). Впроваджено систему АСКТП.
Протягом 1970—1980 років завод активно рухався в ногу з часом, стежив за тенденціями і потребами сучасності. Це призвело до того, що в кінці 70-х років вперше в СРСР стартував серійний випуск міського телефонного кабелю ємністю до 2400 пар включно.
Протягом 1980—1986 років підтримувався високий рівень виробництва. Було продовжено технічне переоснащення: з'явилися нові автоматичні лінії з виробництва телефонних жил і 10-ти парного телефонного кабелю з гідрофобним заповнювачем. Цей період запам'ятався освоєнням виготовлення волоконно-оптичних кабелів зв'язку (введено в експлуатацію ділянку з виробництва міських і станційних волоконно-оптичних кабелів).
У 1986 році відбувається запуск автоматизованого комплексу АТКТ-100 виробництва фірми NOKIA.
Протягом 1990—1992 років відбувалося опанування нових ринків. Отримано перший досвід виходу заводу на міжнародний ринок (Австралія, Ірландія, Німеччина). Компанія успішно здійснювала постачання кабелю NYM. Заслуговує на увагу ще одне нововведення — ділянка по виготовленню великої номенклатури оптичних кабелів для сільських, міських, зонових і магістральних ліній передач, а також для річкових переходів.
Протягом 1996—2000 років завод перетворюється на відкрите акціонерне товариство. Було прийнято рішення про початок процесу приватизації. Лише на початку XXI століття завершується «передача» компанії в приватну власність і Одеський кабельний завод стає повністю недержавною організацією. Продовжується постачання продукції за межі України. Серед клієнтів такі великі телекомунікаційні компанії, як АТ «Казахтелеком», УМТС Міністерство зв'язку Азербайджанської Республіки, АТ «Молдтелеком», ВАТ «Електрозв'язок», РУП «Белтелеком», Електрозв'язок Грузії. Яскравою подією цього періоду стало впровадження системи якості ISO 9002:1994.
В 2001 році відбувся запуск нового цеху з виробництва LAN-кабелів і безкисневої мідної катанки. Цього ж року три провідних фахівця заводу були нагороджені Державною премією України за комплекс дослідницько-конструкторських та технологічних розробок по впровадженню високих технологій при виробництві волоконно-оптичного кабелю. Трохи пізніше ПАТ «Одескабель» впровадив систему якості ISO 9001 версії 2000 року. Завод починає надавати підтримку дітям з місцевих шкіл та дитячих будинків, людям, які потребують госпіталізації та перебування в будинках для перестарілих, а також іншим соціально-незахищеним верствам населення.
Від 2004 року впроваджено систему менеджменту по міжнародним стандартам:
- Система менеджменту навколишнього середовища по ISO 14001:1996.
- Система менеджменту промислової безпеки по OHSAS 18001:1999.
- Система менеджменту соціальної відповідальності по SA 8000:2001.

У 2005-2008 роках відновлена співпраця з європейськими компаніями. Серед клієнтів Tyco Electronics Polska (Польща), British Telecom 21 Century Network, MILLER INDUSTRIAL INC (Панама). Введено в експлуатацію цехи з виробництва внутрішньооб'єктового ВОК і силових кабелів напругою до 1 кВ. Виконано проектування виробничих ліній і інвестування в цифрові xDSL кабелі останнього покоління. У 2007 році телекомунікаційним компаніям була запропонована остання розробка підприємства -— кабель цифровий (для модернізації телефонних мереж), який був запущений у виробництво. Розроблено і освоєно новий напрямок — нагрівальні кабелі широкого спектру застосування.
У 2009 році пишно відзначено 60 років ПАТ «Одескабель». До ювілею заводу приурочено випуск силового кабелю напругою до 10 кВ. Важливим є і той факт, що власна випробувальна лабораторія підприємства отримала державну акредитацію в НААУ.
У 2011 році компанія розпочинає виробництво нагрівальних кабелів для теплої підлоги, інтерфейсного кабелю. Атестована Держстандартом України і введена в експлуатацію сучасна випробувальна станція для силових кабелів до 35 кВ. Також Товариство змiнило найменування згiдно закону України «Про акцiонернi товариства» та стало Публiчним акцiонерним товариством «Одеський кабельний завод «Одескабель».
У 2012—2013 роках завод розширює географію постачань за рахунок виходу на ринок ЄС (основним продуктом на експорт є LAN-кабель). Шахтні кабелі зв'язку від ПАТ «Одескабель» пройшли сертифікацію в Державному Макіївському науково-дослідному інституті з безпеки робіт у гірничій промисловості, що зробило можливим їх застосування в підземних виробках шахт. Ще однією знаковою подією цих років стало опанування виробництва комбінованого кабелю (ВОК + LAN) і вогнестійких кабелів з ізоляцією і оболонкою із спеціальних безгалогенних компаундів. Здобуто перемогу у Всеукраїнському конкурсі якості продукції «100 кращих товарів України» у номінації «Продукція виробничо-технічного характеру» Секція нагрівальна WOKS 2013.
У 2014—2017 роках виконано черговий етап модернізації виробничих потужностей цеху волоконно-оптичних кабелів (встановлено дві сучасні виробничі лінії і вдосконалено три вже наявні). Завод став переможцем 10-го Міжнародного турніру з якості країн ЦСЄ і 19-го Українського національного конкурсу якості. Збільшено обсяги виробництва LAN кабелів і налагоджений випуск нових видів волоконно-оптичних кабелів.
У 2015 році введено в експлуатацію складський логістичний центр на 1300 палетомісць. Наступного року завод запустив виробництво унікального кабелю на номінальну напругу 10 кВ з особливо великим перетином струмопровідної жили 800 мм². У 2016 році було проведено ресертифікаційний аудит СМЯ по новій версії міжнародного стандарту ISO 9001:2015. Відбувається розширення географії постачань і переорієнтація ринків збуту з країн СНД на країни Європи. Початок виробництва волоконно-оптичного кабелю призначеного для прокладання методом мікрозадувки.
У 2018 році ПАТ «Одеський кабельний завод« Одескабель» ввів в експлуатацію новий виробничий комплекс для випуску сучасних LAN-кабелів, що дозволило підприємству збільшити обсяг продукції, що випускається. Новий комплекс складається з німецького та французького виробничого обладнання, що дозволяє випускати кабель, який відповідає всім нормам міжнародних стандартів. В рамках Міжнародного форуму сталої енергетики SEF 2018 року у Києві, на урочистій церемонії SEF AWARDS 2018, ПАТ «Одескабель» було нагороджено за кращий місцевий продукт сталої енергетики Східної Європи.
У 2019 році відзначено 70 років ПАТ «Одескабель». У 2019 та 2020 роках були впровадженi роботи з переходу заводу на новий ступень виробництва енергетичних кабелiв з використанням обладнання останнього поколiння, також проводилися роботи з ремонту та реконструкцiї будiвель i споруд основних виробничих цехiв, допомiжних служб i адмiнiстративних корпусiв, шляхiв, утеплення i вентиляцiї будiвель.